# The Piano Lesson
The Piano Lesson è un'opera teatrale del drammaturgo afroamericano August Wilson, vincitrice del Premio Pulitzer per la drammaturgia nel 1990. Debuttato a Yale nel 1987, il dramma è il quarto dei dieci che compongono il Ciclo di Pittsburgh (Pittsburgh Cycle).

## Trama
Pittsburgh, 1936. Boy Willie arriva a casa della sorella Berniece dopo essere stato rilasciato dal carcere del Mississippi in cui era rinchiuso. Il ragazzo ha dei problemi e la sorella comincia a rimproverarlo dal momento in cui lo vede. Boy vuole prendere il vecchio pianoforte di famiglia per venderlo e usare i soldi per compare il terreno che la sua famiglia lavorava da schiavi. Berniece rifiuta e i due discutono sulle proprie diverse opinioni sul passato e sul futuro, dato che Boy è morbosamente attaccato al primo. Il pianoforte è un ricordo costante dei fantasmi del passato, buoni e meno, che infestano le vite di Berniece e Boy Willie.

## Produzione originale
The Piano Lesson debuttò al Yale Repertory Theatre dell'Università di Yale il 26 novembre 1987. Lloyd Richards curava la regia e il cast comprendeva Samuel L. Jackson nel ruolo di Boy Willie, Tommy Hollis in quello di Avery e Rocky Carroll in quello di Lymon.

## Adattamenti
Dal dramma fu tratto il film The Piano Lesson, regia di Malcolm Washington.